# Bartolomeo Scappi
Bartolomeo Scappi, né vers 1500 et mort le 13 avril 1577, est un cuisinier italien de la Renaissance.

## Biographie
Bartolomeo Scappi serait originaire de Bologne, où il a été au service du cardinal Lorenzo Campeggio. Il a organisé pour le cardinal, en 1536, un somptueux banquet en l'honneur de Charles Quint.
Son influence est déterminante sur la cuisine européenne de la Renaissance. Il s’engage et améliore la voie tracée par ses prédécesseurs Martino et Platine. Délaissés dans la  gastronomie médiévale, il réintroduit les abats et les coquillages. Les produits laitiers sont consacrés, tels que le beurre et la crème fouettée. De nouveaux formats de raviolis apparaissent. Les légumes du Nouveau Monde sont utilisés. Il donne une des premières recettes de dinde farcie, et élève l’art du banquet jusqu’à l’extravagance. Il est au XVIe siècle ce qu’Antonin Carême est au XIXe siècle.
Queux du pape Pie IV puis de Pie V, il officie principalement à Rome qui est alors le siège de la gastronomie européenne. En 1570, dans un ouvrage intitulé Opera dell'arte del cucinare (« Ouvrage sur l'Art de cuisiner »), il publie des centaines de recettes. L'œuvre est composée de 6 livres et des premières planches illustrées montrant une cuisine, les cuisiniers au travail et les arts de la table. Son Opera est partout reproduit ou traduit. Le célèbre queux allemand d’origine hongroise, Marx Rumpolt, le prend pour modèle pour rédiger Ein new Kochbuch en 1581. L’Espagnol Diego Granado le plagie dans son Libro del  Arte de Cozina paru en 1599. Antoine Magirus le dépouille aussi, dans son livre Koochboec oft Familieren Keukenboec, en 1612. Enfin, l'Ouverture de cuisine de Lancelot de Casteau, éditée en 1604, s’en inspire sans le copier.

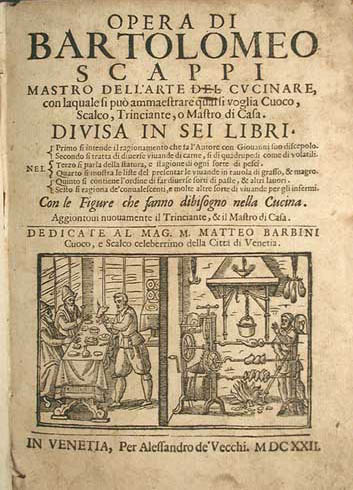
Édition de 1622.
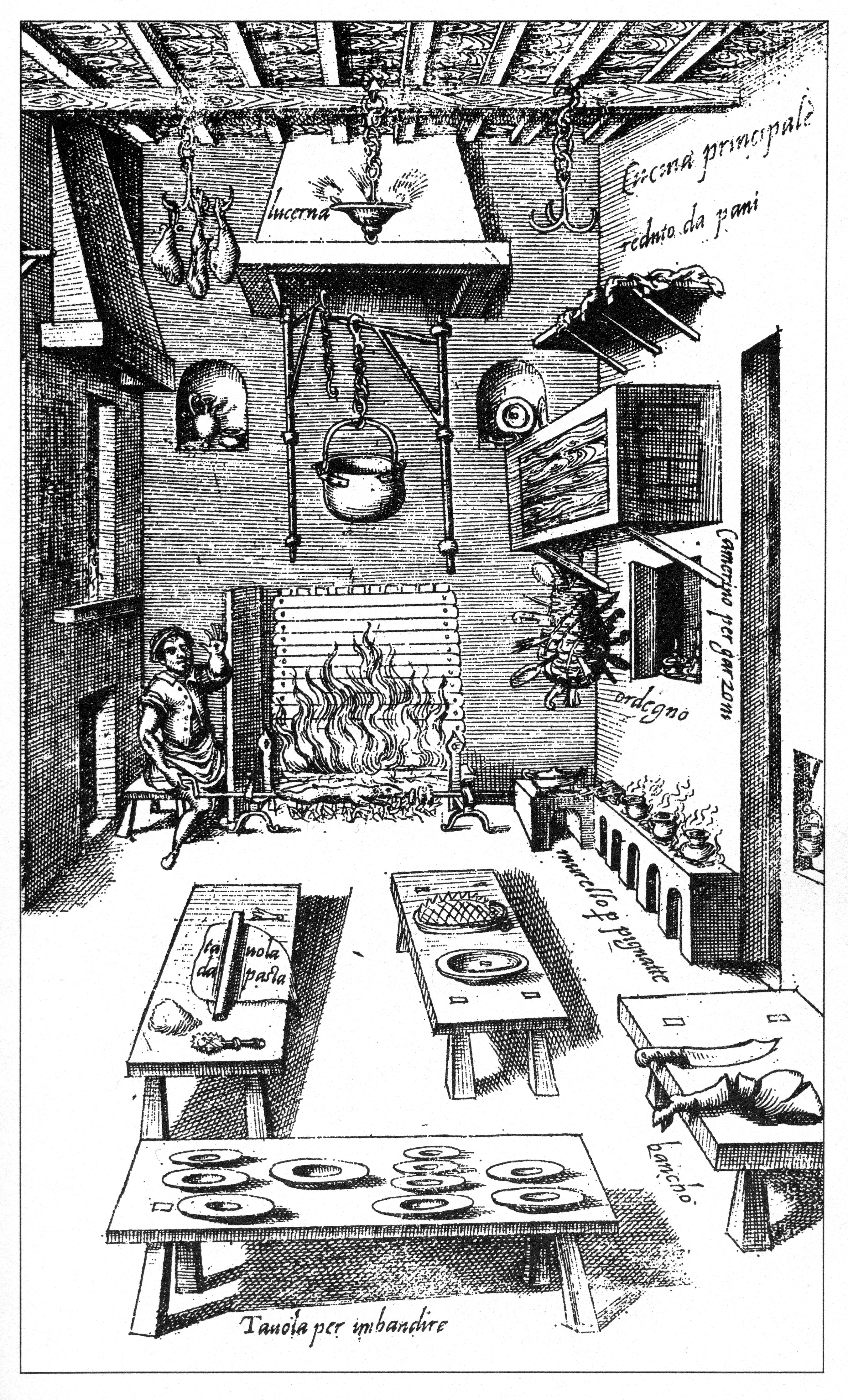
Illustration de 1574 (?).